# Football League Cup 2012/13
De Football League Cup 2012/13, ook bekend als de Capital One Cup  door de sponsorovereenkomst met Capital One, was de 53ste editie van de League Cup. De winnaar plaatste zich voor de derde kwalificatieronde van de UEFA Europa League 2013/14. Titelhouder was Liverpool, die Cardiff City versloeg in de vorige editie van de League Cup. Het toernooi werd gewonnen door Swansea City. In totaal deden 92 clubteams mee aan het toernooi.

## Kalender
| Ronde         | Data                           |
| ------------- | ------------------------------ |
| 1e ronde      | 11 augustus 2012               |
| 2e ronde      | 28 augustus 2012               |
| 3e ronde      | 25 september 2012              |
| 4e ronde      | 30 oktober 2012                |
| Kwartfinale   | 11 december 2012               |
| Halve finales | 8 januari 2013 23 januari 2013 |
| Finale        | 24 februari 2013               |

## Eerste ronde
De loting voor de 1e ronde vond plaats op 24 juni 2012.
| #                                                     | Thuis                   | Uitslag  | Bezoekers              | Toeschouwers |
| ----------------------------------------------------- | ----------------------- | -------- | ---------------------- | ------------ |
| 1                                                     | Rochdale                | 3:4 n.V. | Barnsley               | 2.709        |
| 2                                                     | Notts County            | 0:1 n.V. | Bradford City          | 3.406        |
| 3                                                     | Hull City               | 1:1      | Rotherham United       | 6.569        |
| Hull City wint met 7-6 na strafschoppen               |                         |          |                        |              |
| 4                                                     | Carlisle United         | 1:0      | Accrington Stanley     | 2.924        |
| 5                                                     | Doncaster Rovers        | 1:1      | York City              | 4.937        |
| York City wint met 4-2 na strafschoppen               |                         |          |                        |              |
| 6                                                     | Crewe Alexandra         | 5:0      | Hartlepool United      | 2.501        |
| 7                                                     | Bury                    | 1:2      | Middlesbrough          | 2.964        |
| 8                                                     | Sheffield United        | 2:2      | Burton Albion          | 7.073        |
| Burton Albion wint met 5-4 na strafschoppen           |                         |          |                        |              |
| 9                                                     | Leeds United            | 4:0      | Shrewsbury Town        | 18.194       |
| 10                                                    | Cheltenham Town         | 1:1      | Milton Keynes Dons     | 1.660        |
| Milton Keynes Dons wint met 5-3 na strafschoppen      |                         |          |                        |              |
| 11                                                    | Wolverhampton Wanderers | 1:1      | Aldershot Town         | 11.555       |
| Wolverhampton Wanderers wint met 7-6 na strafschoppen |                         |          |                        |              |
| 12                                                    | Walsall                 | 1-0      | Brentford              | 2.248        |
| 13                                                    | Watford                 | 1-0 n.V. | Wycombe Wanderers      | 5.343        |
| 14                                                    | Blackpool               | 1-2      | Morecambe              | 6.083        |
| 15                                                    | Fleetwood Town          | 0-1      | Nottingham Forest      | 3.611        |
| 16                                                    | Preston North End       | 2-0      | Huddersfield Town      | 5.500        |
| 17                                                    | Oldham Athletic         | 2-4      | Sheffield Wednesday    | 3.474        |
| 18                                                    | Derby County            | 5-5 n.v. | Scunthorpe United      | 4.724        |
| Scunthorpe United wint met 7-6 na strafschoppen       |                         |          |                        |              |
| 19                                                    | Port Vale               | 1-3      | Burnley                | 4.055        |
| 20                                                    | Chesterfield            | 1-2 n.V. | Tranmere Rovers        | 3.088        |
| 21                                                    | Ipswich Town            | 3-1      | Bristol Rovers         | 8.645        |
| 22                                                    | Stevenage               | 3-1      | AFC Wimbledon          | 2.018        |
| 23                                                    | Exeter City             | 1-2      | Crystal Palace         | 3.650        |
| 24                                                    | Yeovil Town             | 3-0      | Colchester United      | 1.907        |
| 25                                                    | Birmingham City         | 5-1      | Barnet                 | 9.905        |
| 26                                                    | Bristol City            | 1-2      | Gillingham             | 4.339        |
| 27                                                    | Northampton Town        | 2-1      | Cardiff City           | 2.819        |
| 28                                                    | Plymouth Argyle         | 3-0      | Portsmouth             | 5.318        |
| 29                                                    | Millwall                | 2-2      | Crawley Town           | 4.050        |
| Crawley Town wint met 4-1 na strafschoppen            |                         |          |                        |              |
| 30                                                    | Torquay United          | 0-4      | Leicester City         | 3.367        |
| 31                                                    | Dagenham & Redbridge    | 0-1      | Coventry City          | 1.904        |
| 32                                                    | Peterborough United     | 4-0      | Southend United        | 3.225        |
| 33                                                    | Swindon Town            | 3-0      | Brighton & Hove Albion | 5.737        |
| 34                                                    | Charlton Athletic       | 1-1      | Leyton Orient          | 5.914        |
| Leyton Orient wint met 4-3 na strafschoppen           |                         |          |                        |              |
| 35                                                    | Oxford United           | 0:0      | AFC Bournemouth        | 3.788        |
| Oxford United wint met 5-3 na strafschoppen           |                         |          |                        |              |

## Tweede ronde
De loting voor de 2e ronde vond plaats op 15 augustus 2012
| #                                     | Thuis               | Uitslag  | Bezoekers               | Toeschouwers |
| ------------------------------------- | ------------------- | -------- | ----------------------- | ------------ |
| 1                                     | Preston North End   | 4:1      | Crystal Palace          | 5.194        |
| 2                                     | Watford             | 1:2      | Bradford City           | 5.560        |
| 3                                     | Swansea City        | 3:1      | Barnsley                | 9.025        |
| 4                                     | Yeovil Town         | 2:4      | West Bromwich Albion    | 6.228        |
| 5                                     | Coventry City       | 3:2 n.V. | Birmingham City         | 10.859       |
| 6                                     | West Ham United     | 2:0      | Crewe Alexandra         | 18.053       |
| 7                                     | Doncaster Rovers    | 3:2      | Hull City               | 4.703        |
| 8                                     | Carlisle United     | 2:1 n.V. | Ipswich Town            | 3.296        |
| 9                                     | Reading             | 3:2      | Peterborough United     | 7.262        |
| 10                                    | Sheffield Wednesday | 1:0      | Fulham                  | 14.177       |
| 11                                    | Leicester City      | 2:4      | Burton Albion           | 8.560        |
| 12                                    | Burnley             | 1:1      | Plymouth Argyle         | 4.119        |
| Burnley wint met 3-2 na strafschoppen |                     |          |                         |              |
| 13                                    | Queens Park Rangers | 3:0      | Walsall                 | 6.129        |
| 14                                    | Stevenage           | 1:4      | Southampton             | 3.062        |
| 15                                    | Nottingham Forest   | 1:4      | Wigan Athletic          | 7.545        |
| 16                                    | Stoke City          | 3:4 n.V. | Swindon Town            | 9.147        |
| 17                                    | Aston Villa         | 3:0      | Tranmere Rovers         | 15.319       |
| 18                                    | Crawley Town        | 2:1      | Bolton Wanderers        | 2.678        |
| 19                                    | Gillingham          | 0:2      | Middlesbrough           | 5.146        |
| 20                                    | Milton Keynes Dons  | 2:1      | Blackburn Rovers        | 5.873        |
| 21                                    | Leeds United        | 3:0      | Oxford United           | 13.713       |
| 22                                    | Sunderland          | 2:0      | Morecambe               | 22.871       |
| 23                                    | Norwich City        | 2:1      | Scunthorpe United       | 13.116       |
| 24                                    | Everton             | 5:0      | Leyton Orient           | 24.124       |
| 25                                    | Northampton Town    | 1:3      | Wolverhampton Wanderers | 3.758        |

## Derde ronde
De loting voor de 3e ronde vond plaats op 30 augustus 2012
| #  | Thuis                | Uitslag  | Bezoekers               | Toeschouwers |
| -- | -------------------- | -------- | ----------------------- | ------------ |
| 1  | Swindon Town         | 3-1      | Burnley                 | 7.353        |
| 2  | West Ham United      | 1-4      | Wigan Athletic          | 25.934       |
| 3  | Leeds United         | 2:1      | Everton                 | 21.164       |
| 4  | Preston North End    | 1:3      | Middlesbrough           | 4.959        |
| 5  | Southampton          | 2:0      | Sheffield Wednesday     | 9.890        |
| 6  | Chelsea              | 6:0      | Wolverhampton Wanderers | 32.569       |
| 7  | Crawley Town         | 2:3      | Swansea City            | 3.963        |
| 8  | Bradford City        | 3:2 n.V. | Burton Albion           | 4.178        |
| 9  | Manchester City      | 2:4      | Aston Villa             | 28.015       |
| 10 | Milton Keynes Dons   | 0:2      | Sunderland              | 10.489       |
| 11 | Manchester United    | 2:1      | Newcastle United        | 46.389       |
| 12 | Queens Park Rangers  | 2:3      | Reading                 | 11.562       |
| 13 | Norwich City         | 1:0      | Doncaster Rovers        | 13.902       |
| 14 | West Bromwich Albion | 1:2      | Liverpool               | 21.164       |
| 15 | Arsenal              | 6:1      | Coventry City           | 58.351       |
| 16 | Carlisle United      | 0:3      | Tottenham Hotspur       | 12.625       |

## Vierde ronde
De loting voor de vierde ronde vond plaats op 26 september 2012
De wedstrijden vonden plaats op 30–31 oktober 2012.
|                           |                 |        |                                |                                                                            |
| 30 oktober 2012 19:45 GMT | Swindon Town    | 2 – 3  | Aston Villa                    | County Ground, Swindon Toeschouwers: 14,434 Scheidsrechter: Stuart Attwell |
| 30 oktober 2012 19:45 GMT | Storey 78', 81' | Report | 30', 90'Benteke 39' Agbonlahor | County Ground, Swindon Toeschouwers: 14,434 Scheidsrechter: Stuart Attwell |

|                           |                            |       |                              |                                                                   |
| 30 oktober 2012 19:45 GMT | Wigan Athletic             | 0 – 0 | Bradford City                | DW Stadium, Wigan Toeschouwers: 11,777 Scheidsrechter: Roger East |
| 30 oktober 2012 19:45 GMT | Report                     |       |                              | DW Stadium, Wigan Toeschouwers: 11,777 Scheidsrechter: Roger East |
| 30 oktober 2012 19:45 GMT | Strafschoppen              |       |                              | DW Stadium, Wigan Toeschouwers: 11,777 Scheidsrechter: Roger East |
| 30 oktober 2012 19:45 GMT | Jones Watson Maloney Gómez | 2 – 4 | Doyle G. Jones Darby Connell | DW Stadium, Wigan Toeschouwers: 11,777 Scheidsrechter: Roger East |

|                           |                                          |        |             |                                                                   |
| 30 oktober 2012 19:45 GMT | Leeds United                             | 3 – 0  | Southampton | Elland Road, Leeds Toeschouwers: 17,002 Scheidsrechter: Chris Foy |
| 30 oktober 2012 19:45 GMT | Tonge 35' Diouf 88' Becchio 90+3' (pen.) | Report |             | Elland Road, Leeds Toeschouwers: 17,002 Scheidsrechter: Chris Foy |

|                           |                                                                           |        |                                                                            |                                                                             |
| 30 oktober 2012 19:45 GMT | Reading                                                                   | 5 – 7  | Arsenal                                                                    | Madejski Stadium, Reading Toeschouwers: 23,980 Scheidsrechter: Kevin Friend |
| 30 oktober 2012 19:45 GMT | Roberts 12' Koscielny 18' (e.d.) Leigertwood 20' Hunt 37' Pogrebnjak 116' | Report | 45+2', 90+6', 120+1' Walcott 64' Giroud 89' Koscielny 103', 120+3' Chamakh | Madejski Stadium, Reading Toeschouwers: 23,980 Scheidsrechter: Kevin Friend |

|                           |            |        |               |                                                                             |
| 30 oktober 2012 19:45 GMT | Sunderland | 0 – 1  | Middlesbrough | Stadium of Light, Sunderland Toeschouwers: 32,535 Scheidsrechter: Phil Dowd |
| 30 oktober 2012 19:45 GMT |            | Report | 39' McDonald  | Stadium of Light, Sunderland Toeschouwers: 32,535 Scheidsrechter: Phil Dowd |

|                           |                                                                                 |        |                                               |                                                                        |
| 31 oktober 2012 19:45 GMT | Chelsea                                                                         | 5 – 4  | Manchester United                             | Stamford Bridge, Londen Toeschouwers: 41,126 Scheidsrechter: Lee Mason |
| 31 oktober 2012 19:45 GMT | David Luiz 31' (pen.) Cahill 52' Hazard 90+4' (pen.) Sturridge 97' Ramires 116' | Report | 22', 120' (pen.) Giggs 43' Hernández 59' Nani | Stamford Bridge, Londen Toeschouwers: 41,126 Scheidsrechter: Lee Mason |

|                           |                                   |        |                   |                                                                         |
| 31 oktober 2012 19:45 GMT | Norwich City                      | 2 – 1  | Tottenham Hotspur | Carrow Road, Norwich Toeschouwers: 16,465 Scheidsrechter: Jonathan Moss |
| 31 oktober 2012 19:45 GMT | Vertonghen 84' (e.d.) Jackson 87' | Report | 66' Bale          | Carrow Road, Norwich Toeschouwers: 16,465 Scheidsrechter: Jonathan Moss |

|                           |            |        |                                    |                                                                     |
| 31 oktober 2012 20:00 GMT | Liverpool  | 1 – 3  | Swansea City                       | Anfield, Liverpool Toeschouwers: 37,521 Scheidsrechter: Lee Probert |
| 31 oktober 2012 20:00 GMT | Suárez 76' | Report | 34' Chico 72' Dyer 90+4' de Guzmán | Anfield, Liverpool Toeschouwers: 37,521 Scheidsrechter: Lee Probert |

## Kwartfinales
De loting voor de kwartfinales vond plaats op 31 oktober 2012
|                            |                   |        |                                                                                |                                                                          |
| 11 december 2012 19:45 GMT | Norwich City      | 1 – 4  | Aston Villa                                                                    | Carrow Road, Norwich Toeschouwers: 26.142 Scheidsrechter: Michael Oliver |
| 11 december 2012 19:45 GMT | Steve Morison 19' | Report | 21' Brett Holman 79' Andreas Weimann 85' Andreas Weimann 90' Christian Benteke | Carrow Road, Norwich Toeschouwers: 26.142 Scheidsrechter: Michael Oliver |

|                            |                                                             |        |                                                                                       |                                                                        |
| 11 december 2012 19:45 GMT | Bradford City                                               | 1 – 1  | Arsenal                                                                               | Valley Parade, Bradford Toeschouwers: 23.971 Scheidsrechter: Mike Dean |
| 11 december 2012 19:45 GMT | Garry Thompson 16'                                          | Report | 88' Thomas Vermaelen                                                                  | Valley Parade, Bradford Toeschouwers: 23.971 Scheidsrechter: Mike Dean |
| 11 december 2012 19:45 GMT | Strafschoppen                                               |        |                                                                                       | Valley Parade, Bradford Toeschouwers: 23.971 Scheidsrechter: Mike Dean |
| 11 december 2012 19:45 GMT | Nathan Doyle Gary Jones Stephen Darby Connell Ritchie Jones | 3 – 2  | Santi Cazorla Marouane Chamakh Jack Wilshere Alex Oxlade-Chamberlain Thomas Vermaelen | Valley Parade, Bradford Toeschouwers: 23.971 Scheidsrechter: Mike Dean |

|                            |                      |        |               |                                                                           |
| 12 december 2012 19:45 GMT | Swansea City         | 1 – 0  | Middlesbrough | Liberty Stadium, Swansea Toeschouwers: 15.048 Scheidsrechter: Lee Probert |
| 12 december 2012 19:45 GMT | Seb Hines 81' (e.d.) | Report |               | Liberty Stadium, Swansea Toeschouwers: 15.048 Scheidsrechter: Lee Probert |

|                            |                     |        |                                                                                           |                                                                        |
| 19 december 2012 19:45 GMT | Leeds United        | 1 – 5  | Chelsea                                                                                   | Elland Road, Leeds Toeschouwers: 33.816 Scheidsrechter: Andre Marriner |
| 19 december 2012 19:45 GMT | Luciano Becchio 37' | Report | 47' Juan Mata 64' Branislav Ivanović 66' Victor Moses 81' Eden Hazard 83' Fernando Torres | Elland Road, Leeds Toeschouwers: 33.816 Scheidsrechter: Andre Marriner |

## Halve finales
De loting voor de halve finales vond plaats op 19 december 2012

### 1e wedstrijd
|                          |                                                  |        |                     |                                                                          |
| 8 januari 2013 19:45 GMT | Bradford City                                    | 3 – 1  | Aston Villa         | Valley Parade, Bradford Toeschouwers: 22.245 Scheidsrechter: Howard Webb |
| 8 januari 2013 19:45 GMT | Nahki Wells 19' Rory McArdle 77' Carl McHugh 88' | Report | 82' Andreas Weimann | Valley Parade, Bradford Toeschouwers: 22.245 Scheidsrechter: Howard Webb |

|                          |         |         |                              |                                                                             |
| 9 januari 2013 19:45 GMT | Chelsea | 0 – 2   | Swansea City                 | Stamford Bridge, Londen Toeschouwers: 40.172 Scheidsrechter: Anthony Taylor |
| 9 januari 2013 19:45 GMT |         | Verslag | 39' Michu 90+1' Danny Graham | Stamford Bridge, Londen Toeschouwers: 40.172 Scheidsrechter: Anthony Taylor |

### 2e wedstrijd
|                           |                                           |         |                  |                                                                       |
| 22 januari 2013 19:45 GMT | Aston Villa                               | 2 – 1   | Bradford City    | Villa Park, Birmingham Toeschouwers: 40.193 Scheidsrechter: Phil Dowd |
| 22 januari 2013 19:45 GMT | Christian Benteke 24' Andreas Weimann 89' | Verslag | 55' James Hanson | Villa Park, Birmingham Toeschouwers: 40.193 Scheidsrechter: Phil Dowd |

|                           |              |       |         |                                                                         |
| 23 januari 2013 19:45 GMT | Swansea City | 0 – 0 | Chelsea | Liberty Stadium, Swansea Toeschouwers: 19,506 Scheidsrechter: Chris Foy |
| 23 januari 2013 19:45 GMT | Report       |       |         | Liberty Stadium, Swansea Toeschouwers: 19,506 Scheidsrechter: Chris Foy |

## Finale
|                            |               |                                                                                                  |              |                                                                           |
| 24 februari 2013 16:00 GMT | Bradford City | 0 – 5                                                                                            | Swansea City | Wembley Stadium, Londen Toeschouwers: 82.597 Scheidsrechter: Kevin Friend |
| 24 februari 2013 16:00 GMT |               | 16' Nathan Dyer 40' Michu 48' Nathan Dyer 59' (pen.) Jonathan de Guzmán 90+1' Jonathan de Guzmán |              | Wembley Stadium, Londen Toeschouwers: 82.597 Scheidsrechter: Kevin Friend |